# Pierre Ganne
Pierre Ganne (Clermont-Ferrand, 31 maggio 1904 – Biviers, 15 agosto 1979) è stato un presbitero, teologo e filosofo francese, membro della Compagnia di Gesù.
Partecipe della Resistenza francese, è considerato uno dei principali esponenti del Modernismo teologico del suo tempo.

## Biografia
Dopo aver studiato a  Yzeure e Jersey, Pierre Ganne insegnò filosofia al colleggio annesso alla Basilica di Nostra Signora d'Africa in Algeri. Successivamente, per altri due anni frequentò i corsi di teologia al teologato gesuita di Fourvière. Una volta ordinato sacerdote nel 1935 , tornò ad insegnare filosofia ad Algeri.
Dopo essere stato mobilitato nella Strana guerra del 1940, alla fine di quell'anno collaborò con Henri de Lubac e iniziò a insegnare presso la Facoltà Cattolica dell'Università di Lione, aderendo al movimento di resistenza spirituale e intellettuale ai regimi nazi-fascisti. Nella rivista Esprit scrisse contro il Regime di Vichy e, insieme a Pierre Chaillet, fondò il periodico Cahiers du Témoignage chrétien.
Allo stesso tempo, Pierre Ganne partecipò a due reti clandestine, a Lione e a Parigi; si dedicò a nascondere i bambini ebrei e ad attività di spionaggio. Minacciato dalla Gestapo, nel 1943 tornò ad Algeri, e incontrò più volte il generale de Gaulle al quale trasmise documenti segreti.
Dopo la Liberazione della Francia, riprese il suo lavoro di docente a Lione. Durante la cosiddetta Crisi modernista che nel giugno 1950 culminò con la "Purga di Fourvière", Pierre Ganne fu sospettato di simpatie marxiste, denunciato anonimamente e infine bandito dall'insegnamento, così come Henri de Lubac, Henri Bouillard e Alexandre Durand. Piegandosi alla volontà del suo superiore generale, durante le sue numerose conferenze in Francia e all'estero continuò a sostenere i preti operai e i cattolici progressisti.

## Opere
- 2012 : Claudel, humour, joie et liberté', ristampa nel 1966, Éditions du Tricorne (Svizzera)
- 2009 : Notre raison d'espérer, Lethielleux/DDB
- 2008 :	Êtes-vous libre ?, éditions Anne Sigier, Parigi
- 2006 :	Route vers la vie, Anne Sigier
- 2005 :	La Liberté d'un prophète, Granstedt, Cahiers de Meylan
- 2003 :	Le Pauvre et le Prophète, Anne Sigier
- 2004 : Vivre le don de l'Esprit Saint
- 2002 :	Révélation de Dieu, révélation de l'homme, Anne Sigier
- 1999 :	L'Évangile et le mal, Anne Sigier
- 1986 :	Je suis ton Dieu et je suis ton peuple : Leçons sur l'Alliance, Le Centurion
- 1984 :	Le Don de l'Esprit : leçons sur l'Esprit saint, Le Centurion
- 1982 :	Qui dites-vous que je suis ? : Leçons sur le Christ, Le Centurion
- 1979 :	La Création, coll. « Culture et foi », Le Cerf
- 1976 :	Appelés à la liberté, Le Cerf
- 1976 :	Espérer, Le Cerf
- 1966 :	Paul Claudel : humour, joie et liberté, préf. de François Varillon, éd. de l'Épi, Parigi